# Jan Krikke
Jan Krikke (Meppel, 18 maart 1940) is een Nederlands beeldend kunstenaar.

## Leven en werk
Krikke werd in 1940 in Meppel geboren. Hij besloot pas op latere leeftijd, na een loopbaan in de herenmode, om beeldend kunstenaar te worden. Als beeldend kunstenaar is hij autodidact, maar werd wel op weg geholpen door de eveneens in Meppel geboren kunstschilder Tinus Ponne. Krikke maakt schilderijen, beeldhouwwerken en kunststof objecten. Hij heeft een atelier in de Overijsselse plaats Giethoorn. Veel van zijn werk is te zien in de publieke ruimte van plaatsen in Overijssel en Drenthe. In 2013 werd in Meppel in het kader van Culturele Gemeente in Drenthe 2013-2014 een overzichtstentoonstelling van zijn werk gehouden.

## Werken (selectie)
- Samen op Weg - Emmeloord (2009)
- 50 Jaar DYKA - Steenwijk (2007)
- Zitbank - Steenwijk (2005)[1]
- Stadsomroeper - Meppel (2004)
- De Gieterse Daansers - Giethoorn (2003)
- Gaslantaarnopsteker - Coevorden (2001)
- Gieterse vaarboer - Giethoorn (2000)
- Hendrik Maat - Giethoorn (2000)
- Kunstschilder - Giethoorn (2000)
- Waterjuffers - Giethoorn (2000)
- De Zulversnurre - Giethoorn (1999)

## Fotogalerij

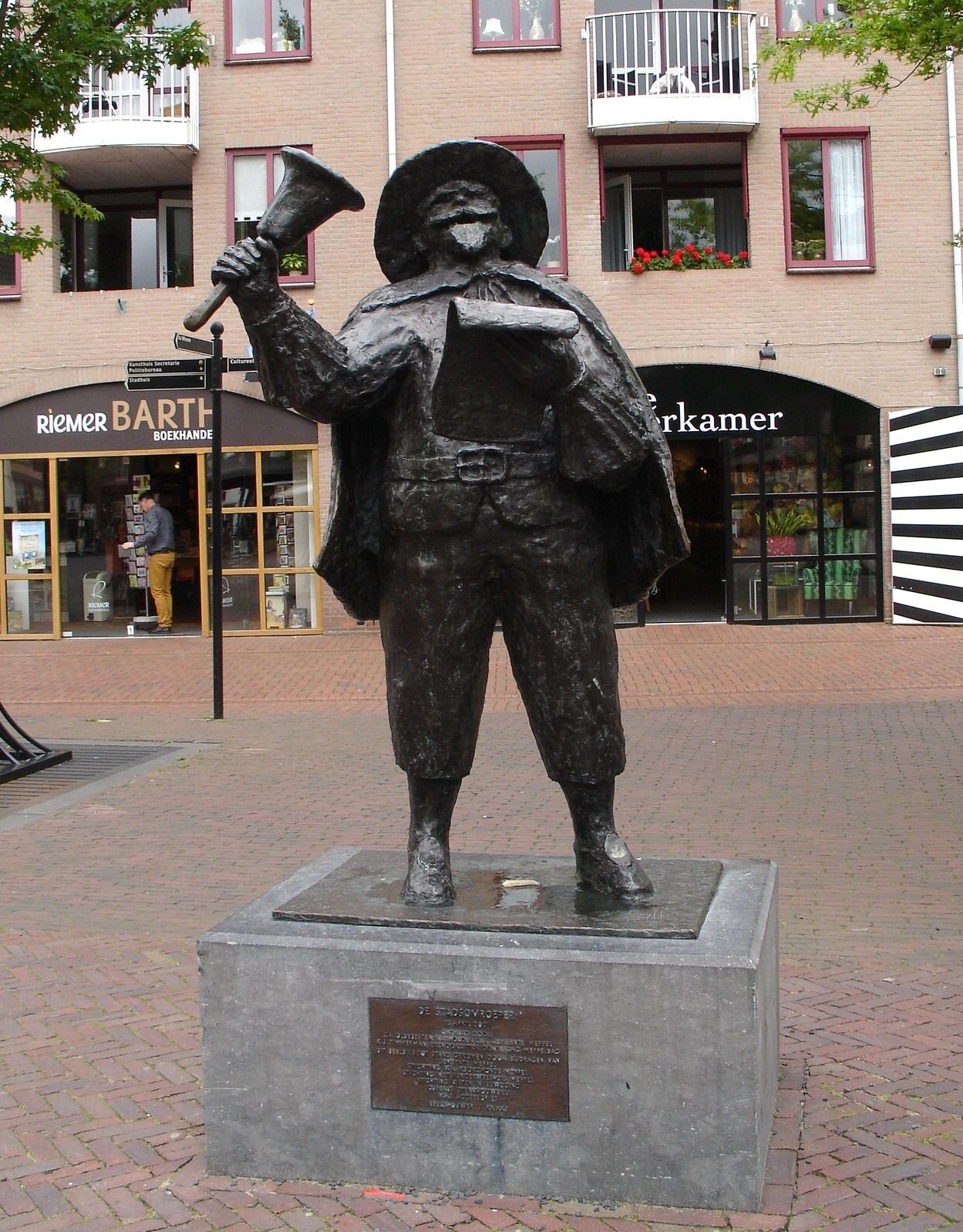
Stadsomroeper Meppel
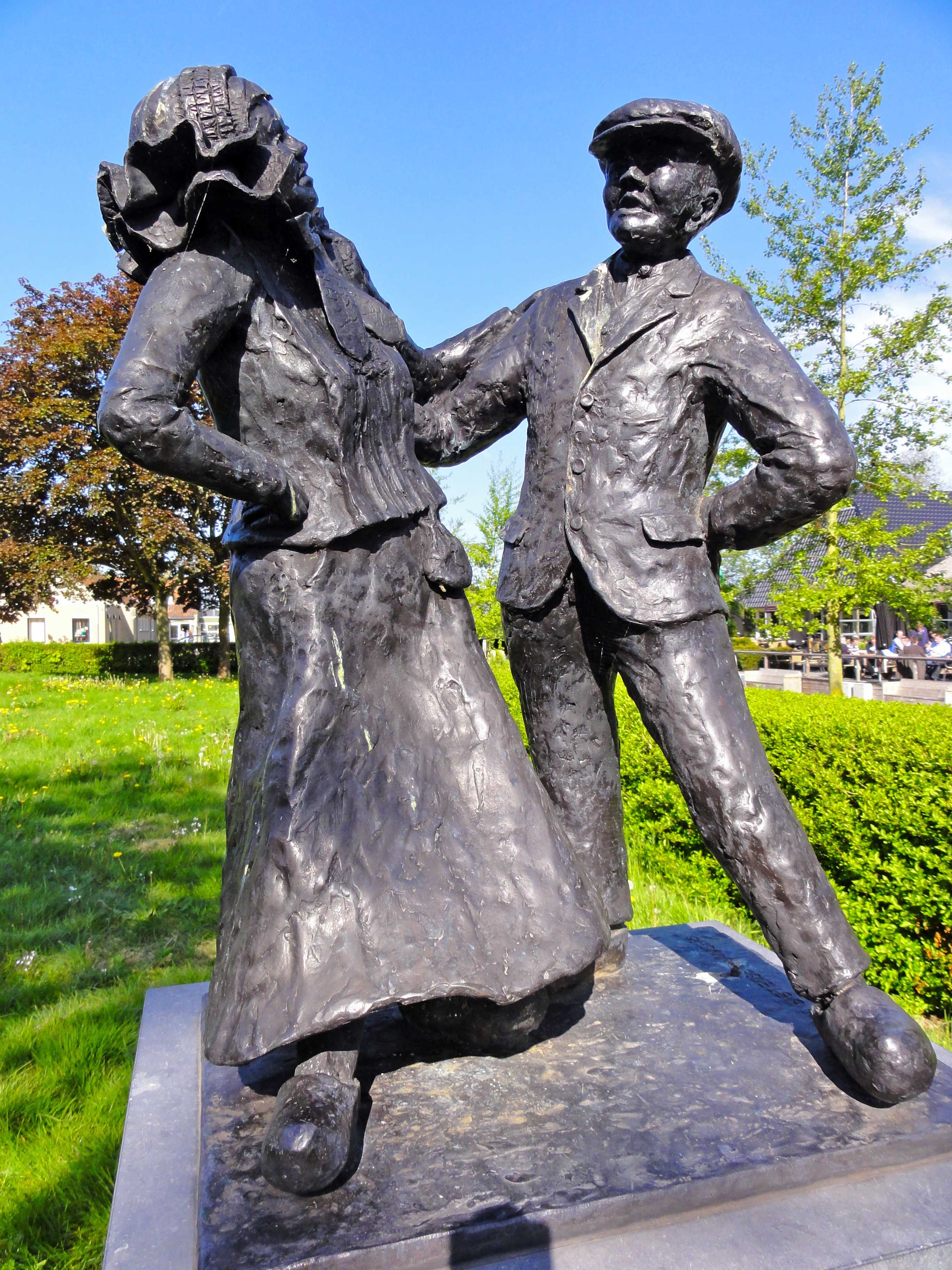
De Gieterse daansers
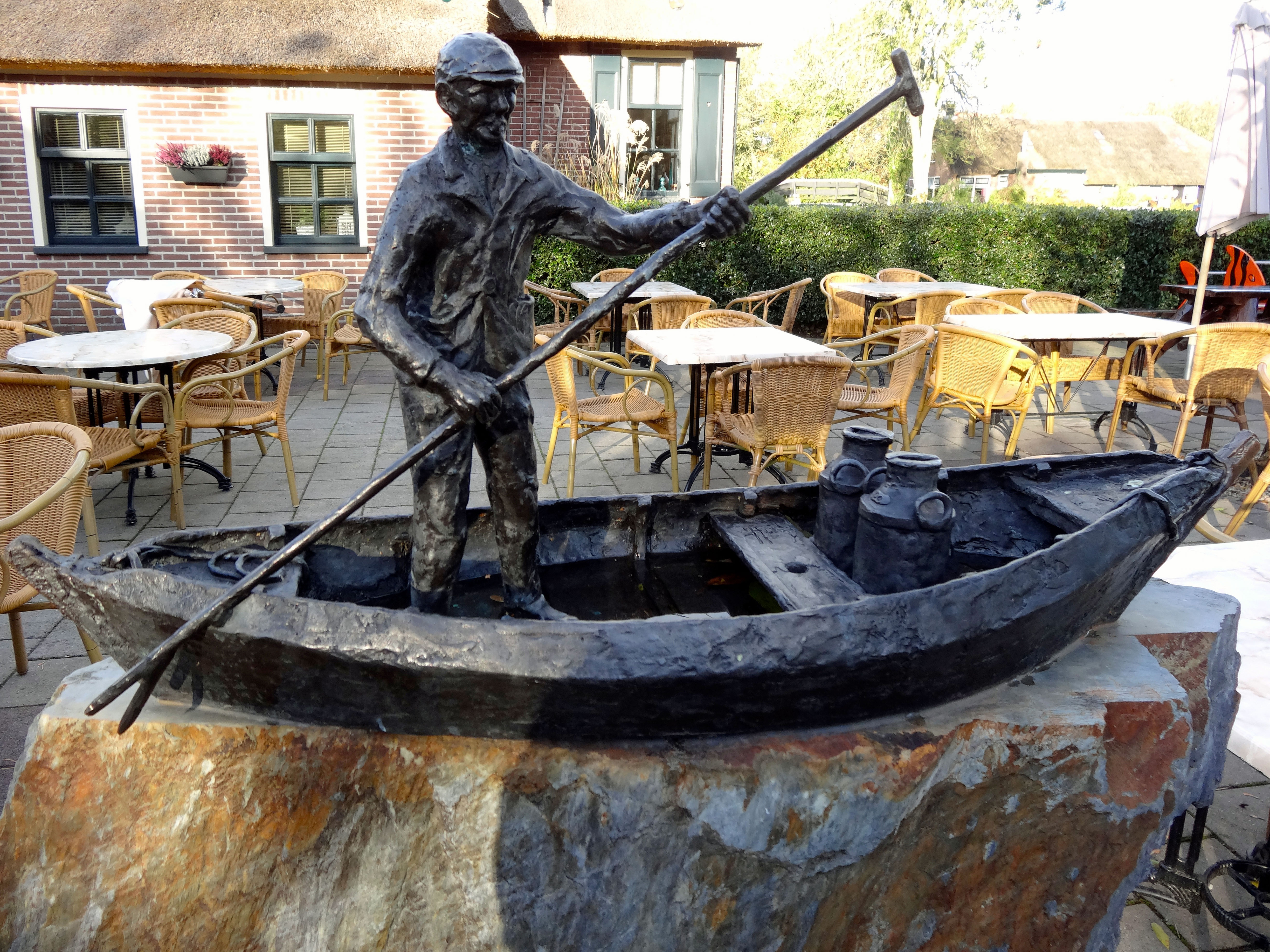
Gieterse vaarboer
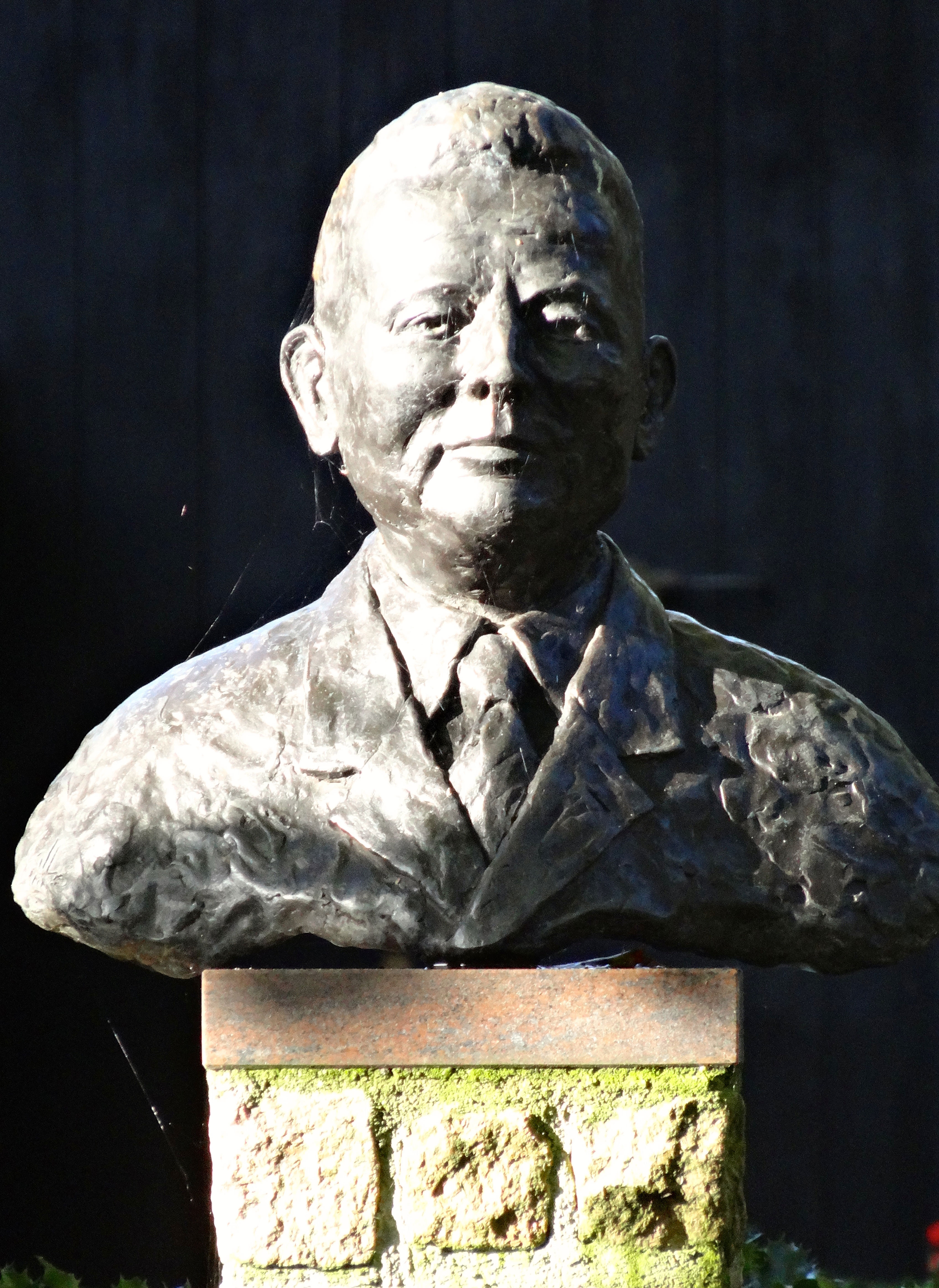
Hendrik Maat
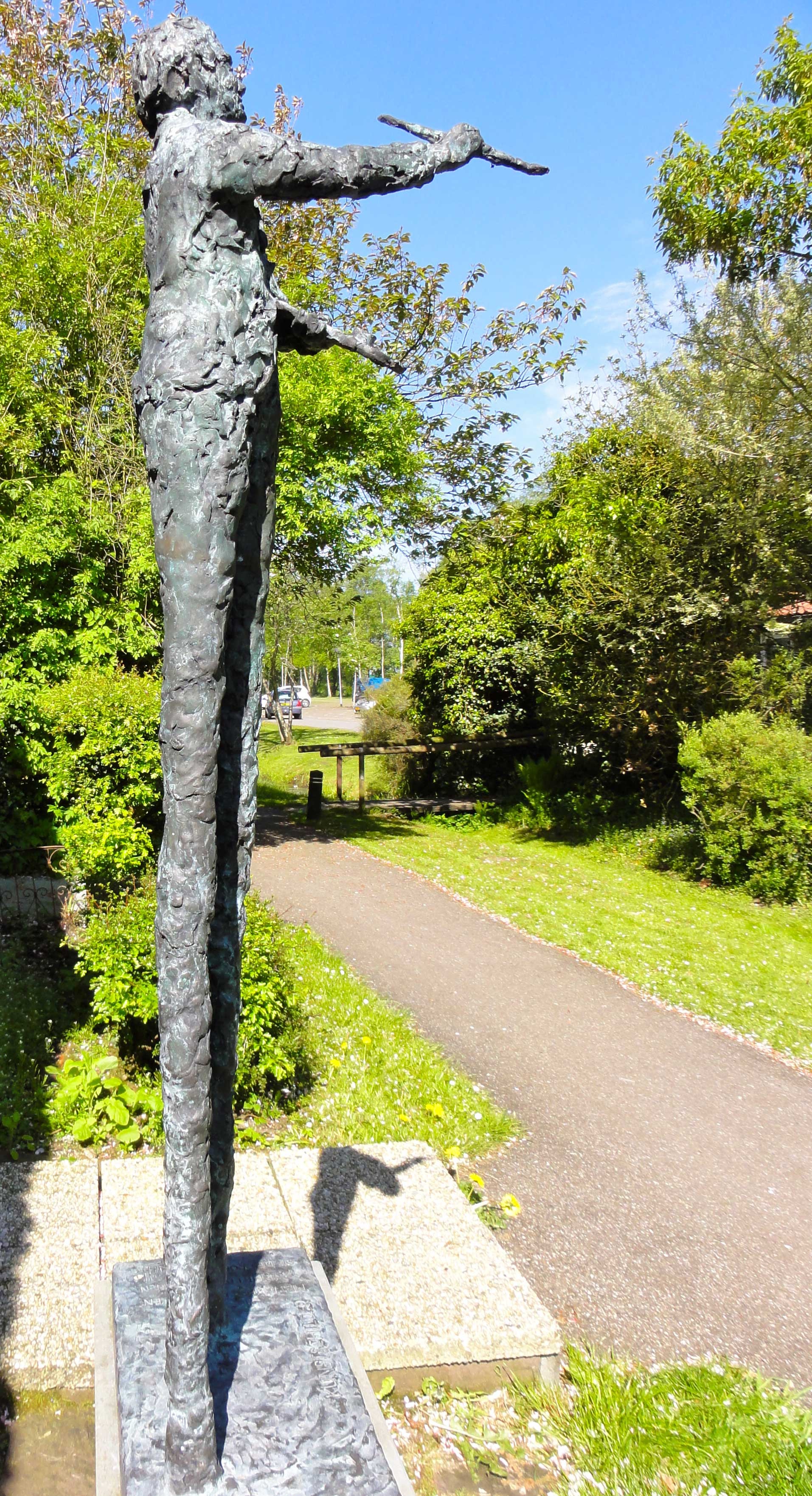
Kunstschilder